# 居巣区
居巣区（きょそう-く）は、中華人民共和国安徽省に2011年まで存在した「巣湖市」（地級市）の市轄区である。巣湖市の中心部に位置していた。
かつては巣県と呼ばれ巣湖地区（1971年設置）に属した。1982年11月に巣県の大部分が県級市の巣湖市となり、1983年10月には巣県の残りは廃止され巣湖市に編入された。1999年7月9日、国務院は巣湖地区の正式な廃止を批准して地級市である巣湖市を置き、それまでの巣湖県級市は居巣区と改称された。
2011年8月に巣湖市が廃止されその管轄する区や県が周辺の地級市に併合されると、居巣区は再び「巣湖市」（県級市）に改称され合肥市の一部となった。

## 行政区画
- 街道：臥牛山街道、中廟街道、亜父街道、鳳凰山街道、天河街道、半湯街道
- 鎮：欄桿集鎮、蘇湾鎮、柘皋鎮、銀屏鎮、夏閣鎮、中垾鎮、散兵鎮、烔煬鎮、黄麓鎮、槐林鎮、壩鎮鎮
- 郷：廟崗郷